# Mandskabsskur
Et mandskabsskur opstilles typisk på en byggeplads eller i en skov for at arbejderne har et sted hvor de kan gå på toilettet, vaske hænder, spise madpakke eller eventuelt tilberede mad og om nødvendigt skifte tøj og bade.
Ifølge arbejdsmiljøloven skal der ofte som minimum være mulighed for håndvask, toiletbesøg og spisning i et lukket rum der kan opvarmes.
Som regel bruger man til dette formål en eller flere enheder alt efter hvor mange folk der skal benytte faciliteterne.
Der skelnes mellem skurcontainere der er opbygget inden i en standard ISO-container, skurpavilloner der er noget bredere og mest ligner et reelt træhus eller skurvogne, der normalt enten er opbygget som en firkantet campingvogn eller et regulært træskur på hjul.
| | Denne artikel kan blive bedre, hvis der indsættes et (bedre) billede Hjælp os ved at uploade dit eget billede eller finde et på Internettet. \| Se nærmere om hvordan \| \| ---------------------------------------------------------------------------------------------------------------------------------------------------------------------------------------------------------------------------------------------------------------------------------------------------------------------------------------------------------------------------------------------------------------------------------------------------------------------------------------------------------------------------------------------------------------------------------------------------------------------------------------------------------------------------------------------------------------------------------------------------------------------------------------------------------------------------- \| \| Du kan hjælpe ved at uploade et eller flere af dine billeder til Wikimedia Commons iht. de tilladte licenser og indsætte det/dem i artiklen. Har du ikke selv taget et billede, kan du søge efter eksisterende filer på Wikimedia Commons eller på fx på Flickr - fx med værktøjet Free Image Search Tool. Værktøjet er på engelsk, men du skal blot klikke på linket og derefter på knappen "Do it!". Du kan ændre antallet af viste eksempler ved at rette "5" til fx "25" hvis du ikke fandt et godt billede. Du skal være opmærksom på, at fair use ikke er tilladt på den danske Wikipedia. Er du i tvivl kan du spørge en administrator om hjælp. Kan du ikke finde nogle frie billeder, kan du prøve at spørge ejeren af ikke-frie billeder, om de vil donere et billede. Du kan finde eksempler på forespørgsel her. \| |
| Se nærmere om hvordan | |
| Du kan hjælpe ved at uploade et eller flere af dine billeder til Wikimedia Commons iht. de tilladte licenser og indsætte det/dem i artiklen. Har du ikke selv taget et billede, kan du søge efter eksisterende filer på Wikimedia Commons eller på fx på Flickr - fx med værktøjet Free Image Search Tool. Værktøjet er på engelsk, men du skal blot klikke på linket og derefter på knappen "Do it!". Du kan ændre antallet af viste eksempler ved at rette "5" til fx "25" hvis du ikke fandt et godt billede. Du skal være opmærksom på, at fair use ikke er tilladt på den danske Wikipedia. Er du i tvivl kan du spørge en administrator om hjælp. Kan du ikke finde nogle frie billeder, kan du prøve at spørge ejeren af ikke-frie billeder, om de vil donere et billede. Du kan finde eksempler på forespørgsel her. | |